# 9a etapa del Tour de França de 2014
La 9a etapa del Tour de França de 2014 es disputà el diumenge 13 de juliol de 2014 sobre un recorregut de 170 km entre les ciutats franceses de Gérardmer i Mülhausen.
La victòria d'etapa fou per l'alemany Tony Martin (Omega Pharma-Quick Step) després de rodar escapat bona part de l'etapa, primer en companyia de l'italià Alessandro De Marchi (Cannondale) i a partir de les primeres rampes de Le Markstein en solitari. En segona posició, a gairebé tres minuts, arribà Fabian Cancellara (Trek Factory Racing), mentre Tony Gallopin (Lotto-Belisol) aconseguia el mallot groc de líder en arribar en un grup perseguidor amb cinc minuts d'avantatge sobre Vincenzo Nibali (Astana Qazaqstan Team). El paretà Joaquim Rodríguez (Team Katusha) va començar a mostrar-se en carrera, tot lluitant pels punts de la muntanya, principal objectiu en aquesta edició del Tour.

## Recorregut
Etapa de mitja muntanya per la serralada dels Vosges, amb sis colls puntuables, tres de tercera, dos de segona i una de primera categoria. Le Markstein és el primer port de primera categoria d'aquesta edició i es corona al quilòmetre 120 d'etapa, a 50 de meta, després de 10,8 quilòmetres d'ascensió a un desnivell mitjà del 5,4%. En coronar el coll no hi ha descens, sinó que s'enllaça amb l'ascensió al Grand Ballon, de tercera, que es corona a manca de 43 quilòmetres. Els darrers quilòmetres es poden dividir a parts iguals en descens i tram pla abans de l'arribada a Mülhausen.

## Desenvolupament de l'etapa

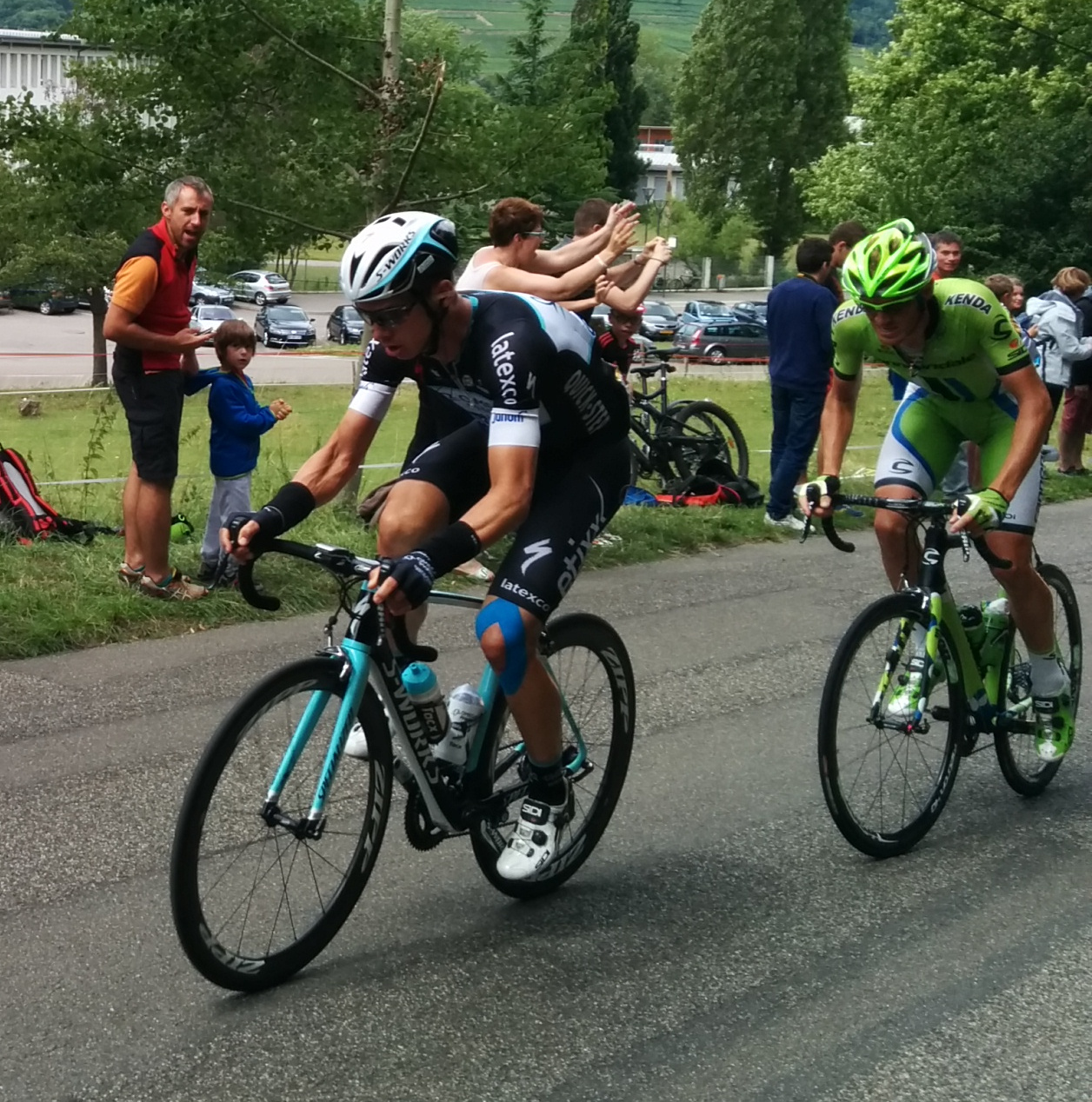
Tony Martin (esquerra), vencedor de l'etapa, i Alessandro De Marchi, durant l'escapada

Només donar-se el tret de sortida de l'etapa començaren les hostilitats a la recerca de l'escapada del dia en les primeres rampes d'ascensió al Coll de la Schlucht. En aquest coll es formà una nombrosa escapada amb homes com Jan Bakelants (Omega Pharma-Quick Step), Thomas Voeckler (Team Europcar) o Joaquim Rodríguez (Team Katusha) a la recerca dels punts de la muntanya, però amb el gran grup sempre molt proper. Poc després de coronar foren Tony Martin (Omega Pharma-Quick Step) i Alessandro De Marchi (Cannondale) els que prengueren la iniciativa, mentre que el gran grup es trencà durant l'ascensió al Coll de Wettstein, formant-se un grup perseguidor integrat per bona part dels integrants de la primera escapada i entre els quals hi havia Joaquim Rodríguez, Pierre Rolland (Team Europcar) i Tony Gallopin (Lotto-Belisol) com a homes més destacats. Al pas per l'esprint de Linthal, el duet capdavanter disposava de 2'30" sobre el grup de Joaquim Rodríguez, Rolland i Gallopin i 6' 45" sobre el gran grup. En l'ascensió a Le Markstein, Martin deixà enrere a De Marchi i coronà el Grand Ballon amb 2' 50" sobre el Purito. Amb 43 quilòmetres per la fi de l'etapa Martin es llançà a tota velocitat a la recerca de la victòria d'etapa, la qual aconseguí amb 2' 45" sobre Fabian Cancellara (Trek Factory Racing), segon a Mülhausen. Per darrere Vincenzo Nibali i l'Astana Qazaqstan Team no donaren importància a la pèrdua de temps i acabaren perdent el liderat en favor del francès Tony Gallopin.

## Resultats

### Classificació de l'etapa
|    | Ciclista                 | Equip                        | Temps      |
| -- | ------------------------ | ---------------------------- | ---------- |
| 1  | Tony Martin (GER)        | Omega Pharma-Quick Step      | 4h 09' 34" |
| 2  | Fabian Cancellara (SUI)  | Trek Factory Racing          | + 2' 45"   |
| 3  | Greg Van Avermaet (BEL)  | BMC Racing Team              | + 2' 45"   |
| 4  | Tom Dumoulin (NED)       | Giant-Shimano                | + 2' 45"   |
| 5  | Matteo Montaguti (ITA)   | AG2R La Mondiale             | + 2' 45"   |
| 6  | José Joaquín Rojas (ESP) | Movistar Team                | + 2' 45"   |
| 7  | Steven Kruijswijk (NED)  | Belkin Pro Cycling Team      | + 2' 45"   |
| 8  | Mikael Cherel (FRA)      | AG2R La Mondiale             | + 2' 45"   |
| 9  | Brice Feillu (FRA)       | Bretagne-Séché Environnement | + 2' 45"   |
| 10 | Tiago Machado (POR)      | NetApp-Endura                | + 2' 45"   |

### Punts atribuïts
| 1r  | Tony Martin (GER)          | Omega Pharma-Quick Step | 20 pts |
| 2n  | Alessandro De Marchi (ITA) | Cannondale              | 17 pts |
| 3r  | Alexandre Pichot (FRA)     | Team Europcar           | 15 pts |
| 4t  | Perrig Quéméneur (FRA)     | Team Europcar           | 13 pts |
| 5è  | Matteo Montaguti (ITA)     | AG2R La Mondiale        | 11 pts |
| 6è  | Mikaël Cherel (FRA)        | AG2R La Mondiale        | 10 pts |
| 7è  | Pierre Rolland (FRA)       | Team Europcar           | 9 pts  |
| 8è  | Cyril Gautier (FRA)        | Team Europcar           | 8 pts  |
| 9è  | Nicolas Edet (FRA)         | Cofidis                 | 7 pts  |
| 10è | Tom Dumoulin (NED)         | Giant-Shimano           | 6 pts  |
| 11è | Greg Van Avermaet (BEL)    | BMC Racing Team         | 5 pts  |
| 12è | Christian Meier (CAN)      | Orica-GreenEDGE         | 4 pts  |
| 13è | Daniel Navarro (ESP)       | Cofidis                 | 3 pts  |
| 14è | Kristijan Koren (SLO)      | Cannondale              | 2 pts  |
| 15è | Tony Gallopin (FRA)        | Lotto-Belisol           | 1 pt   |

| 1r  | Tony Martin (GER)          | Omega Pharma-Quick Step      | 30 pts |
| 2n  | Fabian Cancellara (SUI)    | Trek Factory Racing          | 25 pts |
| 3r  | Greg Van Avermaet (BEL)    | BMC Racing Team              | 22 pts |
| 4t  | Tom Dumoulin (NED)         | Giant-Shimano                | 19 pts |
| 5è  | Matteo Montaguti (ITA)     | AG2R La Mondiale             | 17 pts |
| 6è  | José Joaquín Rojas (ESP)   | Movistar Team                | 15 pts |
| 7è  | Steven Kruijswijk (NED)    | Belkin Pro Cycling Team      | 13 pts |
| 8è  | Mikaël Cherel (FRA)        | AG2R La Mondiale             | 11 pts |
| 9è  | Brice Feillu (FRA)         | Bretagne-Séché Environnement | 9 pts  |
| 10è | Tiago Machado (POR)        | NetApp-Endura                | 7 pts  |
| 11è | Alessandro De Marchi (ITA) | Cannondale                   | 6 pts  |
| 12è | Daniel Navarro (ESP)       | Cofidis                      | 5 pts  |
| 13è | Rafael Valls (ESP)         | Lampre-Merida                | 4 pts  |
| 14è | Cyril Gautier (FRA)        | Team Europcar                | 3 pts  |
| 15è | Sergio Paulinho (POR)      | Team Tinkoff-Saxo            | 2 pts  |

### Colls i cotes
| 1r | Thomas Voeckler (FRA)   | Team Europcar | 5 pts |
| 2n | Nicolas Edet (FRA)      | Cofidis       | 3 pts |
| 3r | Joaquim Rodríguez (CAT) | Team Katusha  | 2 pts |
| 4t | Tom Dumoulin (FRA)      | Giant-Shimano | 1 pt  |

| 1r | Alessandro De Marchi (ITA) | Cannondale              | 2 pts |
| 2n | Tony Martin (GER)          | Omega Pharma-Quick Step | 1 pt  |

| 1r | Alessandro De Marchi (ITA) | Cannondale              | 2 pts |
| 2n | Tony Martin (GER)          | Omega Pharma-Quick Step | 1 pt  |

| 1r | Alessandro De Marchi (ITA) | Cannondale              | 5 pts |
| 2n | Tony Martin (GER)          | Omega Pharma-Quick Step | 3 pts |
| 3r | Joaquim Rodríguez (CAT)    | Team Katusha            | 2 pts |
| 4t | Nicolas Edet (FRA)         | Cofidis                 | 1 pt  |

| 1r | Alessandro De Marchi (ITA) | Cannondale                   | 10 pts |
| 2n | Tony Martin (GER)          | Omega Pharma-Quick Step      | 8 pts  |
| 3r | Joaquim Rodríguez (CAT)    | Team Katusha                 | 6 pts  |
| 4t | Nicolas Edet (FRA)         | Cofidis                      | 4 pts  |
| 5è | Brice Feillu (FRA)         | Bretagne-Séché Environnement | 2 pts  |
| 6è | Tiago Machado (POR)        | NetApp-Endura                | 1 pt   |

| 1r | Tony Martin (GER)       | Omega Pharma-Quick Step | 2 pts |
| 2n | Joaquim Rodríguez (CAT) | Team Katusha            | 1 pt  |

## Classificacions a la fi de l'etapa

### Classificació general
|    | Ciclista                 | Equip                   | Temps       |
| -- | ------------------------ | ----------------------- | ----------- |
| 1  | Tony Gallopin (FRA)      | Lotto-Belisol           | 38h 04' 38" |
| 2  | Vincenzo Nibali (ITA)    | Astana Qazaqstan Team   | + 1' 34"    |
| 3  | Tiago Machado (POR)      | NetApp-Endura           | + 2' 40"    |
| 4  | Jakob Fuglsang (DEN)     | Astana Qazaqstan Team   | + 3' 18"    |
| 5  | Richie Porte (AUS)       | Team Sky                | + 3' 32"    |
| 6  | Michał Kwiatkowski (POL) | Omega Pharma-Quick Step | + 4' 00"    |
| 7  | Alejandro Valverde (ESP) | Movistar Team           | + 4' 01"    |
| 8  | Pierre Rolland (FRA)     | Team Europcar           | + 4' 07"    |
| 9  | Alberto Contador (ESP)   | Team Tinkoff-Saxo       | + 4' 08"    |
| 10 | Romain Bardet (FRA)      | AG2R La Mondiale        | + 4' 13"    |

### Classificació per punts
|    | Ciclista            | Equip         | Punts   |
| -- | ------------------- | ------------- | ------- |
| 1r | Peter Sagan (SVK)   | Cannondale    | 267 pts |
| 2n | Bryan Coquard (FRA) | Team Europcar | 156 pts |
| 3r | Marcel Kittel (GER) | Giant-Shimano | 146 pts |

### Classificació de la muntanya
|    | Ciclista                   | Equip                   | Punts  |
| -- | -------------------------- | ----------------------- | ------ |
| 1r | Tony Martin (GER)          | Omega Pharma-Quick Step | 18 pts |
| 2n | Blel Kadri (FRA)           | AG2R La Mondiale        | 17 pts |
| 3r | Alessandro De Marchi (ITA) | Cannondale              | 17 pts |

### Classificació del millor jove
|    | Ciclista                 | Equip                   | Temps       |
| -- | ------------------------ | ----------------------- | ----------- |
| 1r | Michał Kwiatkowski (POL) | Omega Pharma-Quick Step | 38h 08' 38" |
| 2n | Romain Bardet (FRA)      | AG2R La Mondiale        | + 13"       |
| 3r | Thibaut Pinot (FRA)      | FDJ                     | + 1' 06"    |

### Classificació per equips
|    | Equip                   | Temps        |
| -- | ----------------------- | ------------ |
| 1r | Astana Qazaqstan Team   | 114h 22' 53" |
| 2n | Belkin Pro Cycling Team | + 22"        |
| 3r | AG2R La Mondiale        | + 53"        |

## Abandonaments
- Egoitz García (ESP) (Cofidis). Abandona.